# Le Procès de Donald
Pour plus de détails, voir Fiche technique et Distribution.
Le Procès de Donald (The Trial of Donald Duck) est un dessin animé de procès de la série des Donald Duck produit par Walt Disney pour RKO Radio Pictures, sorti le 30 juillet 1948.

## Synopsis
Dans une salle de tribunal, Donald est jugé...

## Fiche technique
- Titre original : The Trial of Donald Duck
- Titre français : Le Procès de Donald[1]
- Série : Donald Duck
- Réalisateur : Jack King
- Scénario : Dan MacManus
- Animateur : Ed Aardal, Paul Allen, Jack Boyd, Fred Kopietz
- Layout : Don Griffith
- Background : Merle Cox
- Musique : Oliver Wallace
- Voix : Clarence Nash (Donald)
- Producteur : Walt Disney
- Société de production : Walt Disney Productions
- Distributeur : RKO Radio Pictures
- Date de sortie : 30 juillet 1948[2]
- Format d'image : couleur (Technicolor)
- Son : Mono (RCA Photophone)
- Durée : 6 min
- Langue : (en)
- Pays :  États-Unis

## Voix françaises
- Sylvain Caruso : Donald Duck
- ??? : M. Pierre
- Hervé Jolly : le procureur
- ??? : le juge

## Titre en différentes langues
D'après IMDb :
- Suède : Målet mot Kalle Anka